# 구조

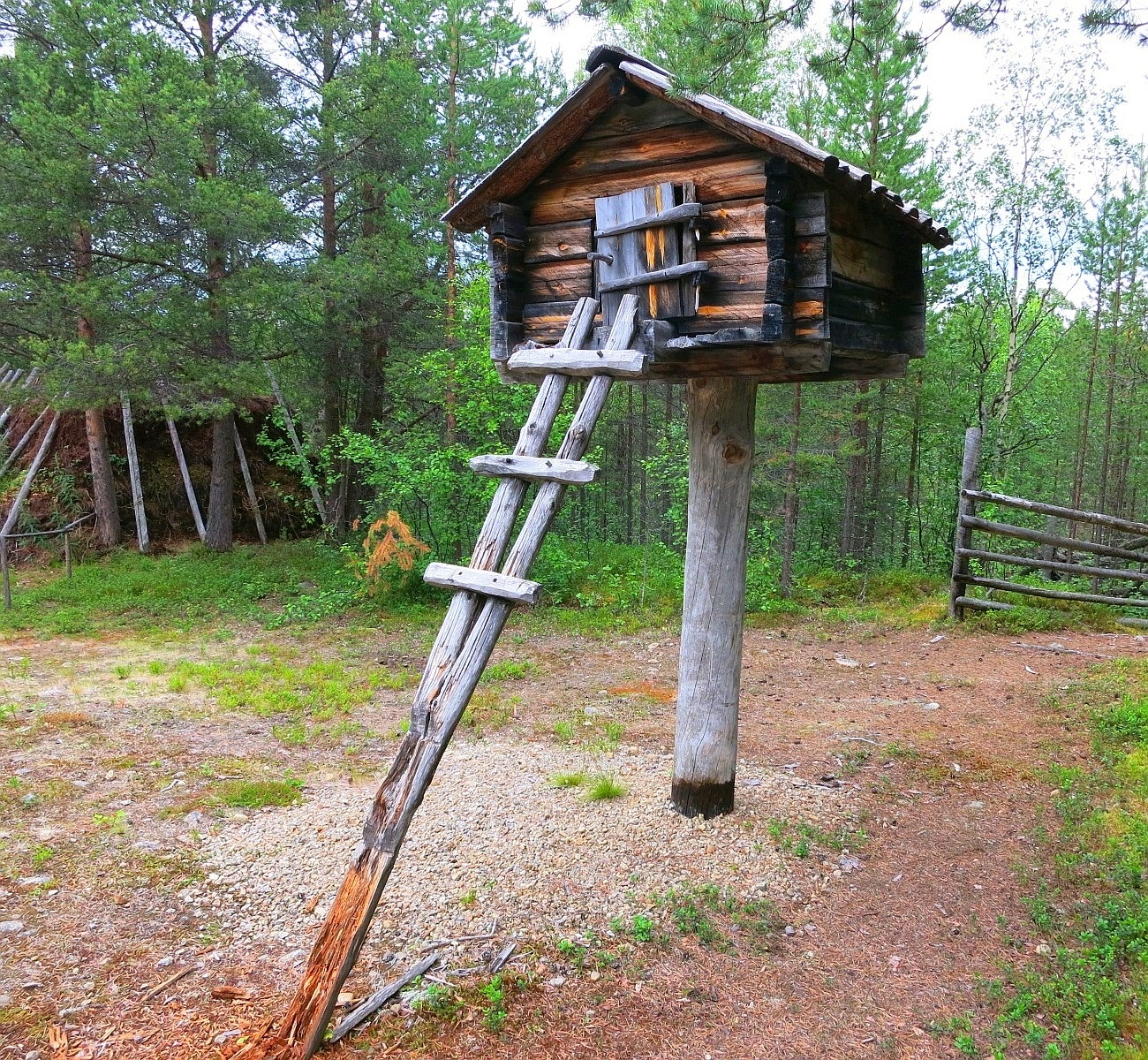

구조(構造, 영어: structure, architecture)는 구성 요소 간의 관계(연결, 결합, 상호작용, 규격 등)이다.
구조를 표현할 때 먼저 요소를 나열하고, 다음으로 관계를 표현해야 한다. 여기서 요소를 나열할 때 주의할 점은 누락된 요소가 있어서는 안되며, 요소들 간에 공통 영역(교집합)이 있어서는 안된다.
요소를 나열하는 방법은 관점에 따라 여러가지가 있을 수 있다. 예를 들어 사람의 몸의 구조를 표현하기 위해 요소를 나열 할 때 머리, 가슴, 배, 팔, 다리 등으로 나열할 수도 있고, 피부, 뼈, 장기, 근육, 혈액 등으로 나눌 수도 있다. 그러나 머리, 가슴 배 팔, 피부 등으로 나눈다면 적절하지 못한 나열이다. 이유는 다리가 누락되었으며, 피부가 나머지 요소들과 겹치기 때문이다.
구조의 표현에서 핵심은 관계를 표현하는 것이다. 즉, 관계를 표현하는 것이 목적이고, 요소를 나열하는 것은 수단일 뿐이다. 공학에서 요소를 나열하는 기준은 제조의 효율성을 극대화하기 위함이다.
예를 들어, 컴퓨터의 구조를 표현해보자. 이를 위해서 먼저 컴퓨터의 구성 요소를 나열해야 한다. 컴퓨터 본체, 키보드, 마우스, 모니터 등으로 나열할 수 있으며 이 나열로 컴퓨터는 완전히 동작 되어야 한다. 하지만, 앞에서 언급한 컴퓨터 구성 요소의 나열에서 심각한 오류가 있다. 바로 소프트웨어가 누락되었다.
컴퓨터의 구성 요소를 나눌 때 가장 간단하게 나열하는 방법은 무엇일까? 다른 말로 구성 요소를 몇 개로 나열해야 가장 간단한 나열이 될까? 2개? 1개? 1개로 나누는 것은 나누는 것이 아니므로 2개로 나누는 것이 가장 간단한 방법일 것이다. 그럼 질문을 바꾸어 컴퓨터의 구성 요소를 2개로 나누어보자. 하드웨어, 소프트웨어로 나열할 수 있으며 컴퓨터의 구성 요소를 나열하는 방법 중에서 가장 간단한 방법 중 하나 일 것이다.
컴퓨터의 구성 요소를 하드웨어와 소프트웨어로 나열했다면, 그럼 그 요소들 간의 관계(규격)은 무엇일까? 컴퓨터는 0과 1만을 사용하여 모든 것을 표현하는 디지털 기계이다. 0과 1만으로 덧셈, 뺄셈, 곱셈, 나눗셈 등 각종 명령이나 연산을 표현해야 하는데, 어떻게 할 수 있을까? 이는 임의로 정하기 나름이다. 이 정해 놓은 규칙을 기계어 명령 체계(ISA, Instruction Set Architecture)라고 한다. 하드웨어가 소프트웨어가 서로 상호작용하여 동작하기 위해서는 두 요소가 사용하는 기계어 명령 체계가 일치해야 한다. 기계어 명령 체계(ISA)는 바로 하드웨어와 소프트웨어가 결합되기 위한 규격인 셈이다.
8080, Z80, X86, IA32, ARMv7 등이 CPU 제조사 또는 설계사에서 만든 ISA이다. 누군가가 당신에게 당신이 사용하고 있는 아이폰16의 구조(architecture)를 표현하라고 하면, "아이폰16은 아키텍처(구조)를 표현하자면, 하드웨어와 소프트웨어로 구성되어 있으며 이 두 요소 간의 관계(규격)은 ARMv9이다" 라고 말할 수 있을 것이다. 하지만, "하드웨어와 소프트웨어로 구성되어 있으며"라는 말은 왠지 생략해도 될 것 같다. 컴퓨터(휴대폰)이 하드웨어와 소프트웨어로 구성되어 있는지 모르는 사람은 없으며 관계(규격)가 구조의 핵심이기 때문이다. 그러므로 "아이폰16은 아키텍처(구조)를 표현하자면 ARMv9이다"라고 간략하게 말할 수 있을 것이다. 인텔 CPU를 사용하는 PC의 아키텍처를 말하라고 한다면 IA64라고 하면 될 것이다. 참고로 IA64는 인텔이 만든 64비트 기계어 명령 체계이다.
구조(structure, architecture)를 표현하는 행위를 설계(design)이라고 한다. 예를 들어 개 집을 예쁘게 그린 그림은 그냥 그림일 뿐이지만, 그 그림에서 각 면의 모서리에 치수(길이)를 추가로 기입했다면 이는 각 면(요소)들 간의 결합되기 위한 관계를 표현했으므로 구조를 표현한 것이고 이는 그저그런 그림이 아니라 설계도가 된다. 그러므로 관계를 표현하는 것은 구조의 핵심 나타내는 것이다.
추상적인 개념에도 구조가 있을 수 있다. 때로는 형태가 없으면서도 근본적인 어떤 것으로 둘러 싸인 존재의 관계 및 개념 인식, 관찰, 자연, 양식의 안정성 등을 나타내는 말이다.
물체가 짜여진 형태를 의미하기도 한다. 예를 들어 가옥의 구조, 원자의 구조 등이다.
어린이가 눈송이를 나타내는 말에서 부터, 좀 더 들어가서 자기장의 성질에 대한 과학적 분석에 이르기까지, 구조의 개념은 탐구와 과학, 예술, 철학 등 거의 모든 분야에서 필수적인 기초이다.
어떤 구조가 어떠한 체계로 이루어졌다고 정의한다. 그것은 항목의 구성이다. 서로 밀접한 관련을 맺고 있는 구성요소의 모음이다. 그것은 일대다의 계단식 계층 구조를 이루고 있거나 또는 복잡한 네트워크(전산망) 구성처럼 다대다 관계를 이루고 있다.

## 같이 보기
- 구조공학